# さんふらわあ とうきょう
さんふらわあ とうきょうは、商船三井さんふらわあが運行していたRO-RO船。

## 航路
東京・御前崎・博多・岩国・大分・東京を結ぶ定期貨物フェリー航路に就航。僚船のさんふらわあ はかたとともに、東京港－博多港の定期航路を運航する。2003年11月に竣工し、静岡県西伊豆町の鳳生汽船が所有する。
2023年11月に共同運行相手のNX海運に転属し、「ひまわり とうきょう」に改名された。